# Muscolo tricipite della sura

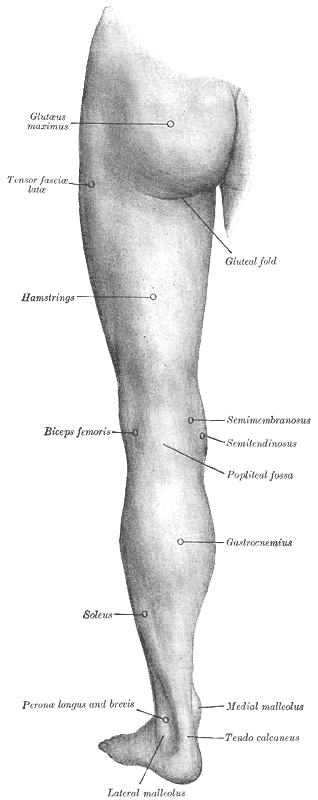
Vista posteriore dell'arto inferiore sinistro

Il tricipite della sura è composto da una coppia di muscoli: il gastrocnemio e il soleo. Questa coppia di muscoli è situata al polpaccio, del quale costituisce la maggior parte.

## Anatomia
È costituito da tre ventri:
- ventre mediale o gemello mediale, che origina dall'epicondilo e dal condilo mediale del femore, posteriormente;
- ventre laterale o gemello laterale, che origina dall'epicondilo e dal condilo laterale del femore, posteriormente;
- ventre anteriore o muscolo soleo, che origina sulla superficie posteriore della testa del perone e sul terzo postero-superiore della diafisi peroneale, sulla linea poplitea della tibia  e dall'arcata del soleo.

I tre tendini si uniscono a formare il tendine di Achille, che si inserisce sulla tuberosità del calcagno nella sua porzione posteriore.
I due gemelli nel loro insieme son detti gastrocnemio o più comunemente polpaccio. Entrambi i tendini di origine del gastrocnemio sono separati dal ginocchio tramite una borsa mucosa; la borsa mucosa del capo mediale è in comunicazione, di solito, con la cavità articolare del ginocchio e con una borsa posta fra il capo mediale stesso ed il muscolo semimembranoso. I due capi formano i corrispondenti margini inferiori della fossa poplitea.
Il tricipite è innervato dal nervo tibiale e vascolarizzato dalle arterie gemellari.

## Azione
Nel suo insieme, il tricipite surale ha il compito di flettere ventralmente il piede. Tuttavia, mentre il soleo assume solo questo ruolo, il gastrocnemio (composto da gemello mediale e laterale) ha anche la funzione di flessore della gamba sulla coscia.